# Cheilanthes tinaei
Cheilanthes tinaei is een zeldzame en bedreigde varen uit de lintvarenfamilie (Pteridaceae), afkomstig uit het westelijk Middellandse Zeegebied en Macaronesië.

## Naamgeving enetymologie
- Synoniemen: Cheilanthes corsica Reichst. & Vida, Cheilanthes duriensis Mendonça & Vasc., pro hybrid., Cheilanthes fragans auct., non (L. fil.) Sw., Cheilanthes odora auct., non Sw., Cheilanthes pteridioides auct., non (Reichard) C. Chr.
- Frans: Cheilanthes de Tineo, Cheilanthes de Corse

De botanische naam Cheilanthes is afgeleid van het Oudgriekse χεῖλος (cheilos), "lip" of "rand" en ἄνθος (ánthos), "bloem", naar de sporenhoopjes die op de rand van het blad gelegen zijn. De soortaanduiding tinaei is waarschijnlijk een eerbetoon aan Vincenzo Tineo, een Italiaanse botanicus uit de negentiende eeuw.

## Kenmerken
Cheilanthes tinaei is een kleine varen met een kort rizoom en in bundels geplaatste bladen, met een glanzende, bruinrode bladsteel, korter dan de bladschijf zelf. De bladschijf is small driehoekig, twee- tot driemaal geveerd, met afgeronde, ovale tot driehoekige bladslipjes, aan de bovenzijde onbehaard, aan de onderzijde bezet met rode, meercellige klierharen.
De sporenhoopjes staan aan de onderzijde langs de rand van de blaadjes, beschermd door het pseudoindusium, een omgekrulde, vliezige strook van de bladrand. Er zijn geen echte dekvliesjes.

## Taxonomie enfylogenie
C. tinaei is een tetraploïde plant (2n=60). Hij wordt beschouwd als een hybride, nakomeling van de diploïde oudersoorten C. hispanica en C. maderensis.

## Habitaten verspreiding
C. tinaei is een lithofytische varen die een voorkeur heeft voor warme en zonnige rotsspleten in kwartsiet en zandsteen, maar ook op oude muren van silicaatgesteente kan gevonden worden.
Hij komt voor in het westelijk Middellandse Zeegebied (onder meer in Zuid-Frankrijk, Corsica, Italië, Sardinië, de Balearen en het vasteland van Spanje), en in Macaronesië, de eilandengroep die de Canarische Eilanden, Madeira, de Azoren en de Kaapverdische Eilanden omvat, maar is overal zeldzaam.
... · C. acrostica · C. guanchica · C. hispanica · C. maderensis · C. micropteris · C. pulchella · C. tinaei · ...